# Установка дегідрогенізації пропану в Нінбо (Ningbo Haiyue)
Установка дегідрогенізації пропану в Нінбо – виробництво нафтохімічної промисловості в Китаї у місті Нінбо (провінція Чжецзян, центральна частина східного узбережжя країни). Один з перших заводів такого призначення в історії нафтохімічної галузі Китаю.
В 2010-х роках у Китаї почалось активне спорудження спеціалізованих виробництв пропілену (другого за масовістю продукту органічної хімії), які використовують технологію дегідрогенізації пропану. Цьому сприяли як високий попит в країні на зазначений олефін, так і наявність на ринку достатніх обсягів сировини. Установка в Нінбо стала однією з трьох, введених в експлуатацію у Китаї в серпні 2014 року – поряд з виробництвами в Пінху та Шаосін  у тій же провінції Чжецзян (а всім їм передував перший китайський завод такого типу в Тяньцзіні).
Проект річною виробничою потужністю 600 тисяч тонн пропілену реалізувала компанія Ningbo Haiyue New Material. Робота установки потребувала постачання сировини в обсязі 720 тисяч тонн на рік, поставки якої законтрактували на Близькому Сході.
Одночасно з дегідрогенізаційним виробництвом на майданчику в Нінбо запустили установку з виробництва високооктанових компонентів палив шляхом алкілювання ізобутану пропіленом потужністю 600 тисяч тон на рік. Другий етап проекту передбачав також спорудження лінії з виробництва поліпропілену потужністю 300 тисяч тонн на рік.
Для установки обрали технологію компанії Lummus – другу за поширеністю в світі після виробництво ліцензованих UOP (Honeywell).